# Скохарий (окръг, Ню Йорк)
Окръг Скохарий (на английски: Schoharie County) е окръг в щата Ню Йорк, Съединени американски щати. Площта му е 1621 km², а населението - 31 420 души (2017). Административен център е село Скохарий.